# Yisrael Beiteinu
Yisrael Beiteinu (Hebreeuws: ישראל ביתנו, Nederlands: Israël Ons Thuis) is een Israëlische, rechts-nationalistische politieke partij die voornamelijk wordt gesteund door immigranten uit de voormalige Sovjet-Unie. Voorzitter van Yisrael Beiteinu is de Moldavische Israëliër Avigdor Lieberman, een voormalig lid van Likoed.

## Oprichting
Yisrael Beiteinu werd in 1999 opgericht als lijstverbinding van een groep rondom Lieberman en de splinterfractie Alija, dat gesticht werd door twee voormalige leden van Jisrael Ba-Alija. De voornaamste reden voor de oprichting van de nieuwe partij was om een rechts politiek platform te bieden voor Russische immigranten, in tegenstelling tot het centristische Jisrael Ba-Alija. Lieberman was, toen hij nog directeur-generaal van Likoed was, een fel tegenstander van de concessies die toenmalig premier Benjamin Netanyahu (Likoed) aan de Palestijnse Autoriteit in 1997 deed betreffende de Westelijke Jordaanoever.
Bij de Israëlische parlementsverkiezingen van 1999 won Yisrael Beiteinu vier zetels. Vóór de verkiezingen waren er gesprekken tussen Yisrael Beiteinu en Jisrael Ba-Alija, een andere Russische immigrantenpartij. De gesprekken werden afgebroken toen Natan Sharansky, de leider van Jisrael BaAliya, besloot dat zijn partij zou toetreden tot de Eén Israël-alliantie van Ehud Barak.
Voor de Israëlische parlementsverkiezingen van 2003 ging Yisrael Beiteinu een alliantie aan met de Nationale Unie van Benny Elon en Zvi Hendel. De alliantie verkreeg 7 zetels. Kort na de verkiezingen viel de alliantie echter uiteen toen de Nationale Unie toetrad tot de regering Sharon. Door het uiteenvallen van de alliantie behield Yisrael Beiteinu drie zetels.
De partij is controversieel en wordt ook wel door critici als radicaal rechts of extreemrechts aangeduid.

## Opstelling in het Palestijns-Israëlisch conflict
Yisrael Beiteinu neemt een rechtse houding aan als het gaat om het Israëlisch-Palestijns conflict. Avigdor Lieberman is voorstander van een zeer harde aanpak van de terreurbeweging Hamas. Hij is tevens voorstander van de oprichting van een Palestijnse staat, naast de Israëlische staat. Lieberman heeft zelfs opgeroepen dat Israël zich terug moet trekken uit het voornamelijk door Arabieren bewoonde Oost-Jeruzalem. Deze stellingname is door het rechtse politieke kamp, onder andere door Likoed, zeer bekritiseerd, aangezien zij Jeruzalem niet willen opdelen, maar als onverdeelde hoofdstad van Israël beschouwen.
Bij een beoogde tweestaten-oplossing is Lieberman voorstander om Arabieren die thans op het grondgebied van Israël wonen, te verplaatsen naar de Palestijnse staat en hen daarvoor financieel te compenseren. Lieberman is namelijk van mening dat veel Israëlische Arabieren zichzelf als Palestijnen zien en niet als Israëliërs. Ook heeft hij in het verleden aangegeven dat Israël een zuivere joodse monocultuur dient te blijven en om dat doel te bereiken de oprichting van een Palestijnse staat noodzakelijk is.
Dit betekent echter niet dat volgens Lieberman alle Arabieren uit Israël dienen te vertrekken. Hier vallen niet de aan Israël loyale Arabieren onder. Zo heeft de partij de Druus Hamad Amar op de twaalfde verkiesbare plek gezet in de aanloop tot de verkiezingen van 10 februari 2009 en is hij thans gekozen als vertegenwoordiger van de Knesset.
Lieberman heeft tevens gezegd dat Arabisch-Israëlische parlementsleden die diplomatieke of anderszins contacten met Hamas onderhouden en hen vertrouwelijke informatie doorspelen, door een vuurpeloton zouden moeten worden geëxecuteerd. Hij gaf hiermee uiting aan zijn woede dat de voormalige leider van de Arabisch-Israëlische partij Balad, Azmi Bishara, naar aartsrivaal Syrië was gevlucht nadat de politie een vervolging naar het Knesset-lid had ingesteld wegens doorspeling van strategische geheime informatie aan de terreurgroep Hezbollah tijdens de Tweede Libanon-oorlog in 2006. Dit was ook aanleiding om bij de in 2009 gehouden verkiezingen als onderdeel van het verkiezingsprogramma op te nemen, dat alle inwoners van Israël solidair dienen te zijn aan de staat.
Verder wil de partij immigratie van Joden uit de diaspora naar Israël bevorderen door subsidies, met name gericht op Joden uit Oost-Europa en Rusland.

## Verkiezingsresultaten
| Zetelverdeling periode 1999-heden |
| --------------------------------- |
| 1999: 4                           |
| 2003: 3¹                          |
| 2006: 11                          |
| 2009: 15                          |
| 2013: 11                          |
| 2015: 6                           |
| 2019 (april): 5                   |
| 2019 (september): 8               |
| 2020: 7                           |
| 2021: 7                           |
| 2022: 6                           |

- ¹Als onderdeel van de Nationale Unie-alliantie die zeven zetels won.

### Verkiezingen van 2006
Voor de Israëlische parlementsverkiezingen van 2006 had Yisrael Beiteinu geen alliantie gesloten met een politieke partij en deed het dus alleen met een eigen lijst mee. In de peilingen stond Yisrael Beiteinu er met gemiddeld 10 zetels goed voor. De verkiezingen verliepen inderdaad zeer goed voor de partij. Een groot deel van Russische immigranten stemde inderdaad op Yisrael Beiteinu. De partij verwierf 11 zetels en werd de vierde partij van het land. Op 23 oktober 2006 deelde Lieberman na afloop van een gesprek met premier Olmert mee dat zijn partij zich bij diens regering gaat aansluiten.
Op 30 oktober 2006 werd dit geëffectueerd. Avigdor Lieberman werd vicepremier en minister van Strategische Planning. Op 18 januari 2008 stapte Yisrael Beiteinu uit de regering omdat ze vond dat de hervatte vredesbesprekingen met president Mahmoud Abbas (Fatah-Partij) van de Palestijnse Autoriteit voor haar onaanvaardbare "kernpunten" bevatten.

### Verkiezingen van 2009
Tijdens de Israëlische parlementsverkiezingen van 2009 behaalde de partij vijftien zetels, het grootste aantal zetels ooit. Daarmee is de partij opgeklommen tot de derde partij van het land. Een van de machtsbases van de partij is Ashdod, waar veel Russischtalige joden wonen en waar 60% van de bevolking op de partij stemde.

### Verkiezingen van 2013
Bij de parlementsverkiezingen van 2013 hadden de partij en Likoed een gezamenlijke lijst. De twee partijen behaalden samen 31 zetels en vormden de fractie Likoed-Yisrael Beiteinu. Twintig leden van die fractie komen van de Likoed en elf van Yisrael Beiteinu.
Er waren ook plannen voor verder fusie van de twee partijen, maar 7 juli 2014 maakte Avigdor Lieberman bekend dat zijn partij weer als aparte partij verdergaat. Avigdor Lieberman vond dat premier Netanyahu harder moest optreden tegen Hamas, omdat die regelmatig raketten op Israël afvuurde. Op zondag 6 juli 2014 waren er 25 raketten vanuit de Gazastrook op Israël afgevuurd. De Israëlische luchtmacht doodde op dezelfde dag zeven Hamas-leden in de Gazastrook. Yisrael Beiteinu blijft wel in de regeringscoalitie van Netanyahu.

### Verkiezingen van 2015
De Knesset-leden van Yisrael Beiteinu in de 20e Knesset (vanaf 2015):
1. Avigdor Lieberman, 2. Orly Levi, 3. Sofa Landver, 4. Sharon Gal, 5. Hamad Amar, 6. Robert Ilatov.

#### Toetreding tot kabinet-Netanyahu-IV
Tijdens de onderhandelingen voor de coalitie in 2015 liet Avigdor Lieberman onverwacht weten niet tot de nieuwe coalitie van Netanyahu toe te willen treden.
Op 18 mei 2016 werd bekend dat Yisrael Beiteinu toch tot de vierde coalitie van Netanyahu zou toetreden en Lieberman de nieuwe minister van Defensie zou worden. Ook zou Yisrael Beiteinu de nieuwe minister van Immigratie leveren in de persoon van Sofa Landver. Orli Levi verklaarde op 19 mei 2016 dat Yisrael Beiteinu haar sociale doelen had opgeofferd om aan de coalitie deel te nemen en dat ze daarom uit Yisrael Beiteinu stapt en als onafhankelijk Knesset-lid verdergaat. Op 23 mei 2016 was er nog geen overeenkomst met alle regeringspartijen, omdat Yisrael Beiteinu een hervorming van het pensioenstelsel eiste, met name voor nieuwe immigranten. Dit stuitte echter op verzet van de minister van Financiën, Moshe Kahlon (Kulanu). Op 25 mei 2016 werd toch een overeenkomst tussen Yisrael Beiteinu, de Likoed en Kulanu bereikt. Er werd 1,4 miljard nieuwe Israëlische shekel (circa 326 miljoen euro) beschikbaar gesteld voor een hervorming van het pensioenstelsel voor alle Israëli's. Op 30 mei 2016 werd de benoeming van de twee nieuwe ministers goedgekeurd door de Knesset.

### Verkiezingen van 2019
Tussen eind 2018 en eind 2022 ontstond er een politieke crisis in Israël die begon toen voormalige partners van Likoed, Yisrael Beiteinu en Yamina, niet meer in een coalitie wilde stappen die door Netanyahu zou worden geleid. Bij de verkiezingen van maart 2019 haalde Yisrael Beiteinu vijf zetels. Avigdor Lieberman koos na deze verkiezingen voor de oppositie. Hij wilde niet dat er iets veranderd werd aan een wetsvoorstel die betrekking heeft op de dienstplicht, m.n. van het charedische deel van de Israëlische bevolking, maar eiste dat het wetsontwerp ongewijzigd werd goedgekeurd. De charedische partijen Shas en Verenigd Thora-Jodendom hadden om een paar aanpassingen gevraagd als voorwaarde voor deelname aan de coalitie van Netanyahu. Het wetsvoorstel was tot stand gekomen toen Lieberman minister van Defensie was. Netanyahu kon zonder Yisrael Beiteinu geen meerderheidscoalitie vormen.
In september 2019 haalde Yisrael Beiteinu acht zetels en koos de partij opnieuw voor de oppositie omdat hij vond dat Netanyahu te veel concessies deed aan de charedische partijen. Ook toen kon er geen meerderheidscoalitie gevormd worden.

### Verkiezingen van 2020
In maart 2020 haalde de partij acht zetels. De partij beval na de verkiezingen Benny Gantz (Blauw en Wit) aan als formateur maar wilde zelf niet deelnemen aan de coalitie die Gantz met het blok van Netanyahu (Likoed) wilde vormen en koos opnieuw voor de oppositie. Hij vindt een voorgestelde coalitie van Gantz' Blauw en Wit met de Likoed, Shas, het Verenigd Thora-Jodendom en Yamina geen coalitie van nationale eenheid, maar gewoon weer een nieuw kabinet-Netanyahu.